# John Sleeuwenhoek
John Cornelius Sleeuwenhoek (Streatham, 26 febbraio 1944 – Birmingham, 20 luglio 1989) è stato un calciatore inglese, di ruolo centrocampista.